# Снежина Темелкова
Снежина Темелкова е българска поп и джаз певица.

## Биография
Снежина Борисова Темелкова е родена на 27 март 1963 г. в Шумен. Свързана е с армейската култура още от детските си години. Участва активно в художествената самодейност и на 10 годишна възраст вече печели първото си отличие (бронзов медал от IV преглед на художествената самодейност в системата на министерството на отбраната). Завършва математическата гимназия в родния си град и Държавната музикалната академия в София – специалност пеене и втора специалност флейта при проф. Симеон Щерев. Влиза в състава на новосформирания Ансамбъл на транспортни войски, а по-късно става солистка на Ансамбъла на строителни войски, с който изнася многобройни концерти пред воините и гражданството.
Снежина Темелкова е носител на редица награди от национални и международни конкурси и фестивали, включително „Малтийския трофей“, както и Наградата за най-добър изпълнител, Наградата на пресата и голямата награда „Сребърната раковина“ от фестивала GALA в Куба. Била е солистка на Биг Бенда на БНР, с който записва песни в Българското национално радио. Участвала е в концертни турнета из страната и като солистка на „Динамит Брас Бенд“.
През 2006 година започва работа като музикален редактор във Военния телевизионен канал. Година по-късно става отговорен редактор „Музика и забава“ в същата телевизия. Още първия проект, който реализира е свързан с Ансамбъла на БА. Това са няколко коледни клипа на песни, а първият ѝ филм е за квартет „Армейска песен“, който тя определя като музикална публицистика. Нейна рожба е музикалното предаване „РОК & ХЕВИ с Тома Спространов“. Във ВТК работи като сценарист, редактор и режисьор на концерти в телевизионен вариант.
През 2009 г. става магистър по национална сигурност и отбрана. Завършва Командно-щабния факултет на ВА „Г. С. Раковски“. От февруари 2009 г. е началник на Ансамбъла на Българската армия, който днес се нарича Представителен ансамбъл на въоръжените сили.
Снежина Темелкова е създала редица текстове за песни за свои колеги от различни жанрове, както и за себе си. Като текстописец участва в няколко конкурса за създаване на нови български популярни песни. Тя е един от сценаристите на годишните концерти на Гвардейския представителен духов оркестър в зала „България“, както и на Международния парад на военните духови оркестри в зала „Арена Армеец“, организирани от Националната гвардейска част.

## Личен живот
Омъжена е за композитора проф. Иван Стайков, с когото имат дете.